# Reginald Denny
Reginald Denny, född 20 november 1891 i Richmond i London, död 16 juni 1967 i Richmond i London, var en brittisk skådespelare. 
Denny medverkade i över 150 filmer, och över 25 TV-produktioner. Han medverkade även i en handfull uppsättningar på Broadway åren 1915-1956.
Reginald Denny har en stjärna på Hollywood Walk of Fame vid adressen 6657 Hollywood Blvd.

## Filmografi, urval
- 1934 – En kvinnas slav
- 1934 – Över floden
- 1935 – Anna Karenina
- 1936 – Stenografi och kärlek
- 1940 – Rebecca
- 1940 – Vårparaden
- 1942 – Flygets käcka gossar
- 1942 – Ögon i natten
- 1945 – Kärleksbreven
- 1946 – Sin egen fånge
- 1947 – Åh, en sån deckare!
- 1947 – Här kommer en annan
- 1948 – Villervallavillan
- 1956 – Jorden runt på 80 dagar
- 1965 – Cat Ballou skjuter skarpt
- 1966 – Batman